# Comunità Montana Monti Lattari - Penisola Sorrentina

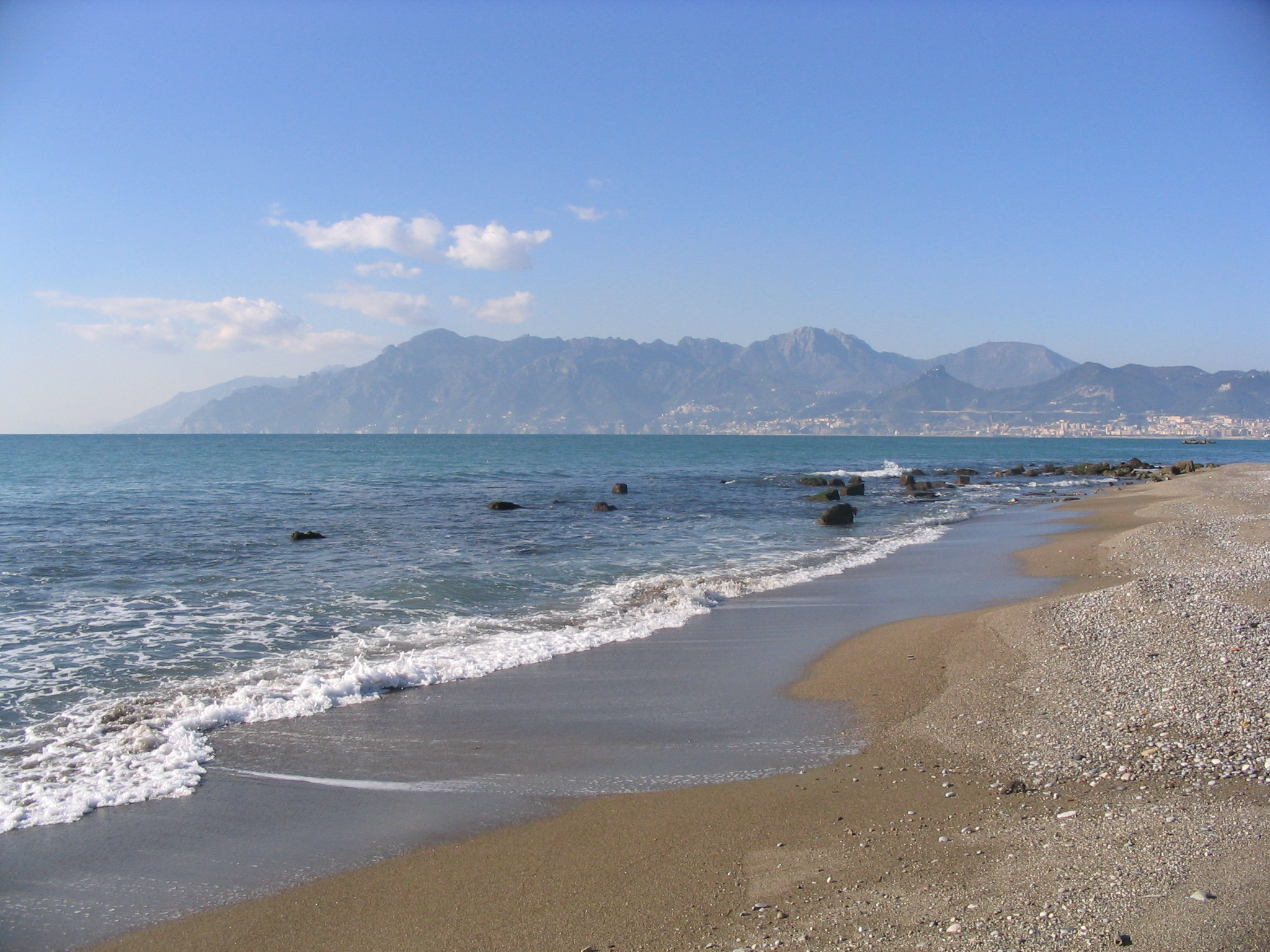
Monti Lattari

Die Comunità Montana Monti Lattari - Penisola Sorrentina ist eine mit Gesetz vom 11. Dezember 2008 gegründete Vereinigung aus zehn Gemeinden in der italienischen Metropolitanstadt Neapel in der Region Kampanien.
Das Gebiet der Comunità Montana Monti Lattari - Penisola Sorrentina umfasst die Gemeinden rund um die Berggruppe Monti Lattari und der Gemeinde Sorrent und hat eine Ausdehnung von 128,48 km².
In den zehnköpfigen Rat der Comunità entsenden die Gemeinderäte der beteiligten Kommunen je ein Mitglied.

## Mitglieder
Die Comunità umfasst folgende Gemeinden:
- Agerola
- Casola di Napoli
- Gragnano
- Lettere
- Massa Lubrense
- Piano di Sorrento
- Pimonte
- Sant’Agnello
- Sorrent
- Vico Equense